# Коломбо, Насарено
Насарено Фернандес Коломбо (исп. Nazareno Fernández Colombo; род. 20 марта 1999, Кильмес, Буэнос-Айрес) — аргентинский футболист, защитник клуба «Дефенса и Хустисия».

## Клубная карьера
Коломбо — воспитанник клубов «Эстудиантес». 28 июля 2019 года в матче против «Альдосиви» он дебютировал в аргентинской Примере. 10 декабря в поединке против «Архентинос Хуниорс» Насарено забил свой первый гол за «Эстудиантес». Летом 2021 года Коломбо перешёл в «Дефенса и Хустисия» на правах аренды. 4 сентября в матче против «Сентраль Кордова» он дебютировал за новый клуб. По окончании аренды клуб выкупил трансфер игрока. 6 марта 2022 года в поединке против «Банфилда» Насарено забил свой первый гол за «Дефенса и Хустисия».   